# ملابس فنون القتال المختلطة
ملابس فنون القتال المختلطة (بالإنجليزية: Mixed martial arts clothing)‏ يشير إلى الملابس الرياضية التي يتم ارتداؤها في منافسات وتدريبات فنون القتال المختلطة، وملابس الموضة ذات العلامات التجارية المتعلقة بمشاهد فنون القتال المختلطة. نظرًا لأن فنون القتال المختلطة أصبحت رياضة ناضجة، فقد عملت العلامات التجارية المخصصة لها على تخصيص الملابس التي تعمل على تحسين تدريبات ومنافسة رياضي فنون القتال المختلطة.